# 웨이브테이블 합성
웨이브테이블 합성(wavetable synthesis)은 고른음이나 음표 생성에 자주 사용되는 준주기적 파형을 생성하는 데 사용되는 사운드 합성 기술이다.

## 개발
웨이브테이블 합성은 1958년 맥스 매튜스(Max Mathews)가 MUSIC II의 일부로 발명했다. MUSIC II는 "4성 동시발음이 가능했으며 웨이브테이블 오실레이터를 도입하여 16개의 파형을 생성할 수 있었다.
할 챔벌린은 바이트의 1977년 9월호에서 웨이브테이블 합성에 대해 논의했다. 팜 프로덕츠(Palm Products GmbH, PPG)의 울프강 팜은 1970년대 후반에 자신의 버전을 개발하여 1979년에 발표했다. 이후 이 기술은 PPG와 월도프 음악(Waldorf Music)이 만든 신디사이저의 기본 합성 방법으로 사용되었고 엔소닉과 왈도프 뮤직에서는 보조 합성 방법으로 사용되었다. 현재 왈도프 뮤직의 하드웨어 신디사이저와 PPG 및 왈도프에서 제공하는 앱을 포함하여 PC 및 태블릿용 소프트웨어 신디사이저에 사용된다.
또한 1978년 작곡 Dreamsong에서 사용한 마이클 맥냅이 독립적으로 개발했다.

## 테이블 조회 합성
테이블 조회 합성(웨이브 테이블 조회 합성, Roads 1996)은 테이블 조회에 의한 파형 테이블을 사용하는 사운드 합성 방법의 한 종류이다. 파형이나 샘플의 길이는 각 사운드 합성 방법에 따라 단일 주기에서 최대 몇 분까지 다양할 수 있다.

## 같이 보기
- 허드슨 HuC6280
- 샘플 기반 합성

### 참고 문헌
- Andresen, Uwe (1979), 《A New Way in Sound Synthesis》, 62nd AES Convention (Brussels, Belgium), Audio Engineering Society (AES)
- Bristow-Johnson, Robert (1996), 《Wavetable Synthesis 101, A Fundamental Perspective》, 101st AES Convention (Los Angeles, California), Audio Engineering Society (AES) Copy on MusicDSP 보관됨 2013-06-15 - 웨이백 머신
- Cullen, Michael; Howell, Steve (February 2006). “Q. Can you explain the origins of wavetable, S&S and vector synthesis?”. 《Sound on Sound》.
- Maunchly, J. William; Charpentier, Albert J. (1987), 《Practical Considerations in the Design of Music Systems using VLSI》, AES 5th International Conference: Music and Digital Technology, Audio Engineering Society (AES)
- Palm, Wolfgang (2009), 《The PPG Story, Part 4》
- 《PPG Wave 2.2 Owners Manual (english)》 (PDF), Palm Productions GmbH, 2012년 2월 10일에 원본 문서 (PDF)에서 보존된 문서, 2024년 9월 26일에 확인함
- Roads, Curtis (1996). 《The Computer Music Tutorial》. MIT Press. ISBN 978-0-262-68082-0.